# Jeremias Hercules
Jeremias Hercules eller Herclus, (død oktober 1689) var hofmedaljør og stempelskærer i København.
Han blev sandsynligvis indkaldt fra Hamborg, og blev i 1653 udnævnt til en position ved Den Kgl. Mønt med en årlig løn på 300 rigsdaler.
Han formgav mønter og medaljer for Frederik 3. og Christian 5.
Til trods for hans kunstneriske succes blev Hercules imidlertid afskediget den 20. juni 1655.
Efter en periode genansattes Hercules i august 1664 under lignende vilkår som hans forgænger, Johan Blum. Han fortsatte som "Eysen- und Münz-Stempel Schneider" indtil sin død i oktober 1689. På trods af indtægter fra store projekter for både kongen og private klagede Hercules i ansøgninger over økonomiske udfordringer og sine kreditorers aggressive opkrævninger.
Som en nådig gestus tildelte Christian V, den 22. oktober 1689, 20 rigsdaler til hans begravelse.